# Třída Valour
Třída Valour (jinak též třída Amatola) je lodní třída fregat jihoafrického námořnictva, patřící svou konstrukcí do německé rodiny válečných lodí typu MEKO, produkovaných loděnicí Blohm + Voss. V této typové řadě je třída Valour označena MEKO A-200SAN. Třída se skládá ze čtyř jednotek zařazených do služby v letech 2006–2007.

## Stavba

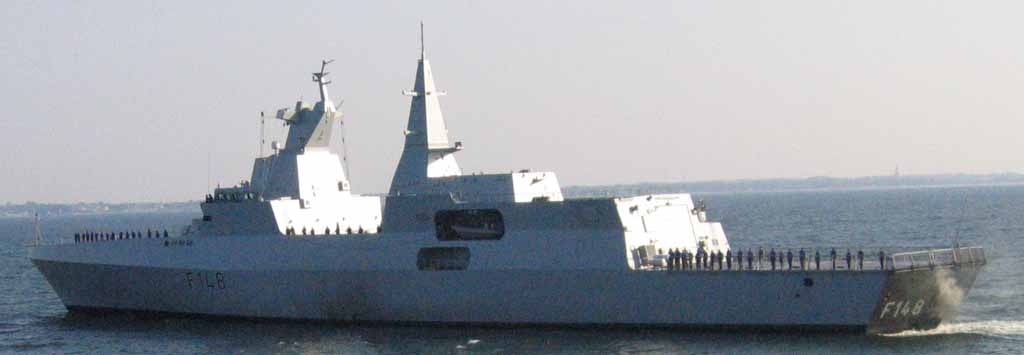
Mendi (F148)

Jednotky Amatola a Spioenkop postavila loděnice Blohm + Voss v Hamburku, zatímco jednotky Isandlwana a Mendi postavila loděnice Howaldtswerke-Deutsche Werft (HDW) v Kielu. Jednotlivé fregaty vstoupily do služby v letech 2006–2007.
Jednotky třídy Valour:
| Jméno             | Loděnice     | Založení kýlu   | Spuštěna           | Vstup do služby   | Status  |
| ----------------- | ------------ | --------------- | ------------------ | ----------------- | ------- |
| Amatola (F145)    | Blohm + Voss | 2. srpna 2001   | 6. června 2002     | 16. února 2006    | aktivní |
| Isandlwana (F146) | HDW          | 26. října 2001  | 5. prosince 2002   | 20. července 2006 | aktivní |
| Spioenkop (F147)  | Blohm + Voss | 28. února 2002  | 2. srpna 2003      | 16. února 2007    | aktivní |
| Mendi (F148)      | HDW          | 28. června 2002 | 24. listopadu 2003 | 20. března 2007   | aktivní |

## Konstrukce

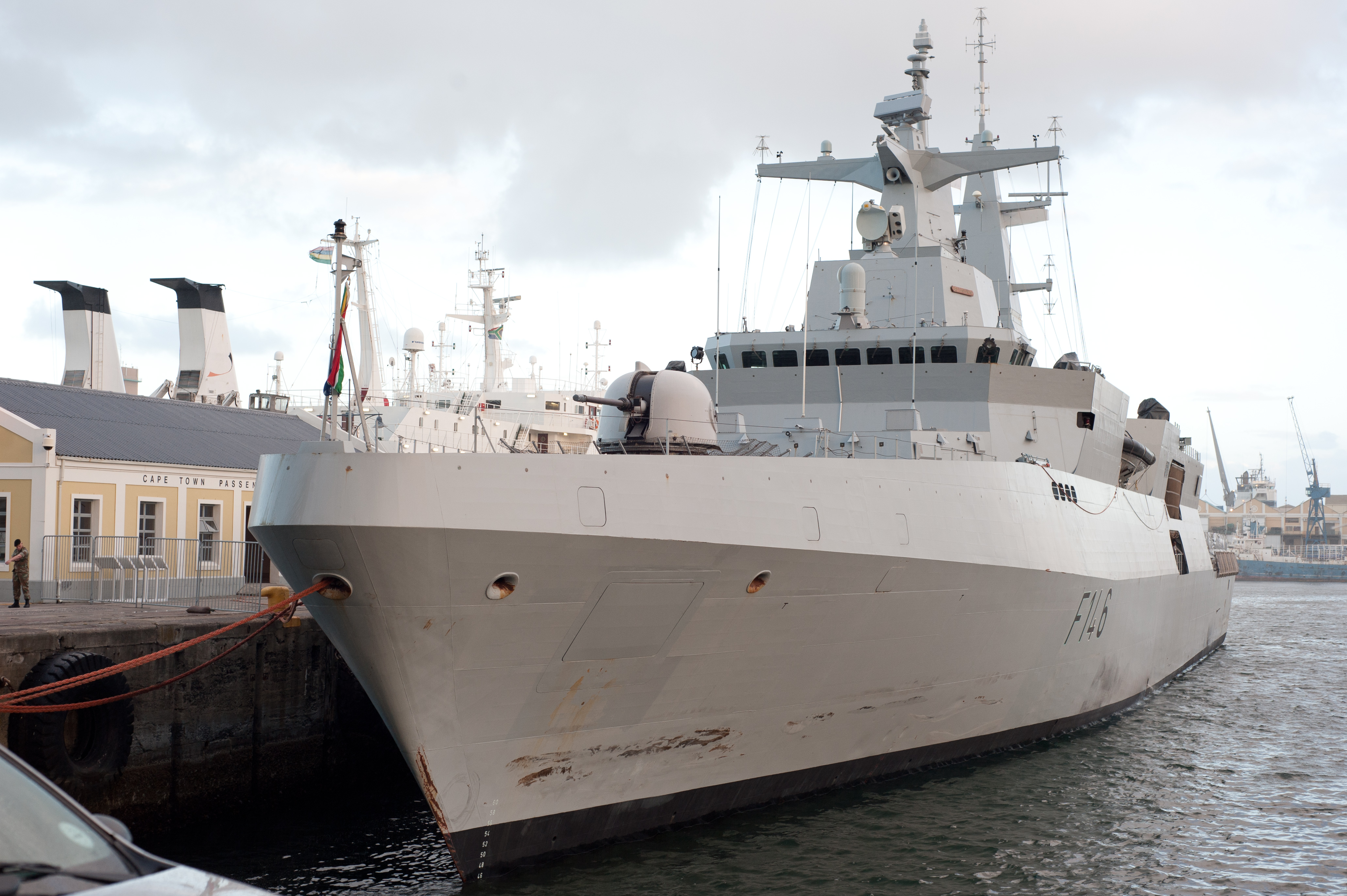
Isandlwana (F146)

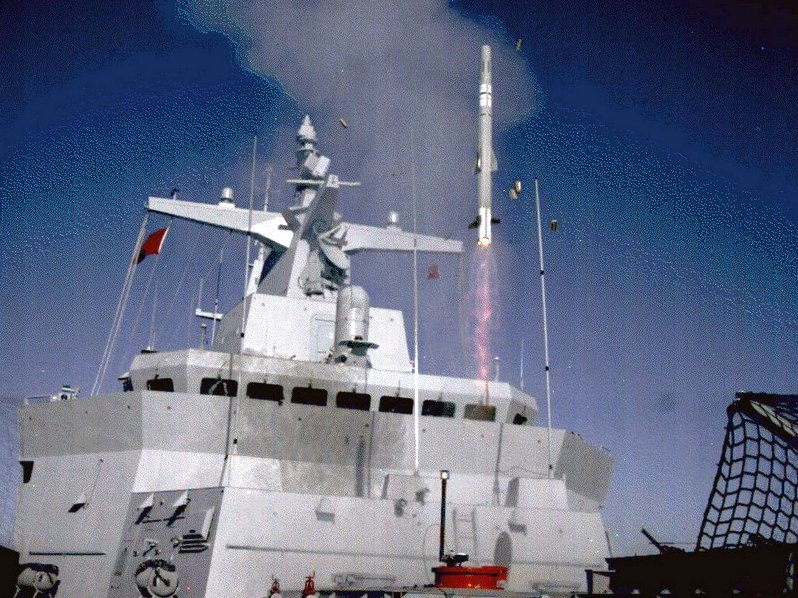
Vypuštění střely Umkhonto

V konstrukci fregat jsou využity prvky technologií stealth. Mnoho součástí výzbroje a elektroniky jsou výrobky jihoafrických firem.
Na přídi se nachází jeden 76mm kanón OTO Melara Compact. Za ní se nachází dvě osminásobná vertikální vypouštěcí sila jihoafrických protiletadlových řízených střel Umkhonto. Protilodní výzbroj je umístěna uprostřed nástavby. Tvoří ji dva čtyřnásobné kontejnery francouzských protilodních střel MM40 Exocet Block 2. Na zádi se nachází přistávací plocha a hangár pro jeden protiponorkový vrtulník AgustaWestland SuperLynx 300. Na střeše hangáru je umístěna dělová věž s 35mm dvojkanónem Denel 35DPG a po jeho stranách jsou dva dvojhlavňové 324mm protiponorkové torpédomety.
Pohonný systém je koncepce CODAG WARP, kombinující lodní šrouby s vodní tryskou (Water jet And Refined Propeller). Dva diesely MTU 16V 1163 TB93 roztáčejí dvojici lodních šroubů, přičemž v bojové situaci fregatu ještě pohání pomocí vodních trysek jedna plynová turbína General Electric LM2500. Nejvyšší rychlost přesahuje 27 uzlů.

## Služba
Provoz fregat třídy Valour dlouhodobě komplikuje chronický nedostatek financí. Na plavidlech je omezována údržba, málo vyplouvací na moře, což poznamenává jejich bojeschopnost a odkládána je rovněž jejich střednědobá modernizace. Nepočítá se s ní dříve, než v roce 2033. Alespoň částečnou modernizací tak jako jediná prošla v letech 2013–2014 fregata Amatola.